# Anniken Huitfeldt
Anniken Scharning Huitfeldt (Bærum, Noruega, 29 de novembre de 1969) és una historiadora i política noruega. Membre del Partit Laborista noruec és ministra d'Afers Exteriors del govern Støre d'ençà del 14 d'octubre de 2021. Va ser anteriorment ministra d'Infància i Igualtat del 2008 al 2009, ministra de Cultura del 2009 al 2012 i després ministra de Treball i Inclusió Social del 2012 al 2013.

## Biografia
Anniken Huitfeldt nasqué a Bærum, una ciutat important del comtat d'Akershus, el 29 de novembre de 1969 al si d'una família benestant. Filla del procurador Iver Huitfeldt (1943–) i de Sidsel Scharning (1940-1990), és alhora neboda del polític Fritz Huitfeldt i néta del jutge Otte Huitfeldt. Huitfeldt es va criar al poble de Jessheim.
Va estudiar història i ciències polítiques à la Universitat d'Oslo, i s'hi va diplomar el 1996. Durant aquell període universitari milità, sobretot a la Lliga dels joves laboristes. En 2000-2001, va ser vicepresidenta de la Unió internacional de la Joventut Socialista.